# 波的尼亞灣

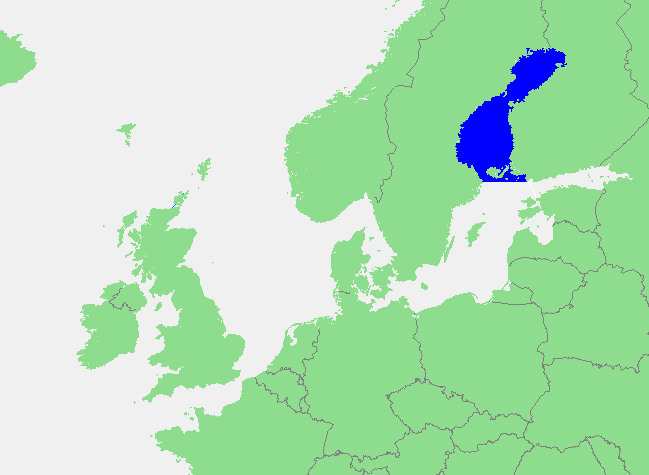
波的尼亞灣（深藍色部份）

波的尼亚湾（芬蘭語：Pohjanlahti）是位於波罗的海北部的海湾。

## 簡介

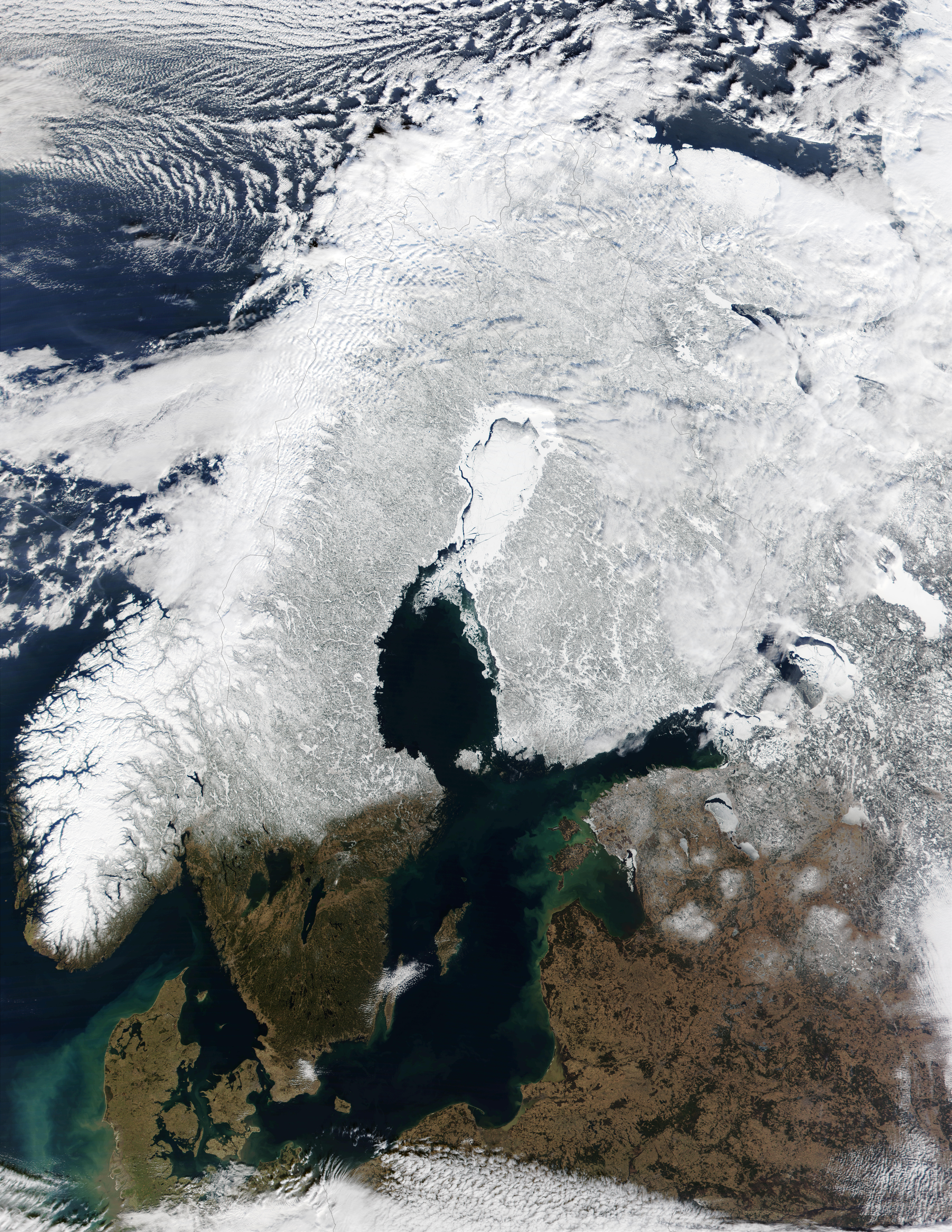
芬诺-斯堪地纳维亚冬季时的卫星照片，波的尼亚湾的北部佩赖海被海冰覆盖

介於芬蘭西岸與瑞典東岸之間，南面以奧蘭群島和群島海為界。此灣南北長725公里、東西闊80至240公里不等，平均深度為60米，最深處為295米，面積為117,000平方公里。波的尼亞灣由兩部份構成，南部是塞尔凯海（博滕海），北部是佩赖海（博滕维肯海）。

## 含鹽量
由於波羅的海與外海的海水交換不大，而且緯度高，蒸發量少，所以含鹽度低。而且海水含鹽度自波羅的海出口處向海內逐漸減少，使深入內陸的波的尼亞灣成為波羅的海含鹽量最低的海域，由南部的5-7psu，遞減至北部的2-4psu，為一半咸水海域。因為含鹽量低，容易結冰，所以冰封期長達六個月。

## 經濟
波的尼亞灣岸邊的陸地佈滿森林，因此以伐木業為區內主要經濟活動。

## 注入河流
瑞典
- 于默河
- 翁厄曼河
- 吕勒河
- 托爾訥河

 芬兰
- 凯米河
- 奥卢河

## 周邊城市

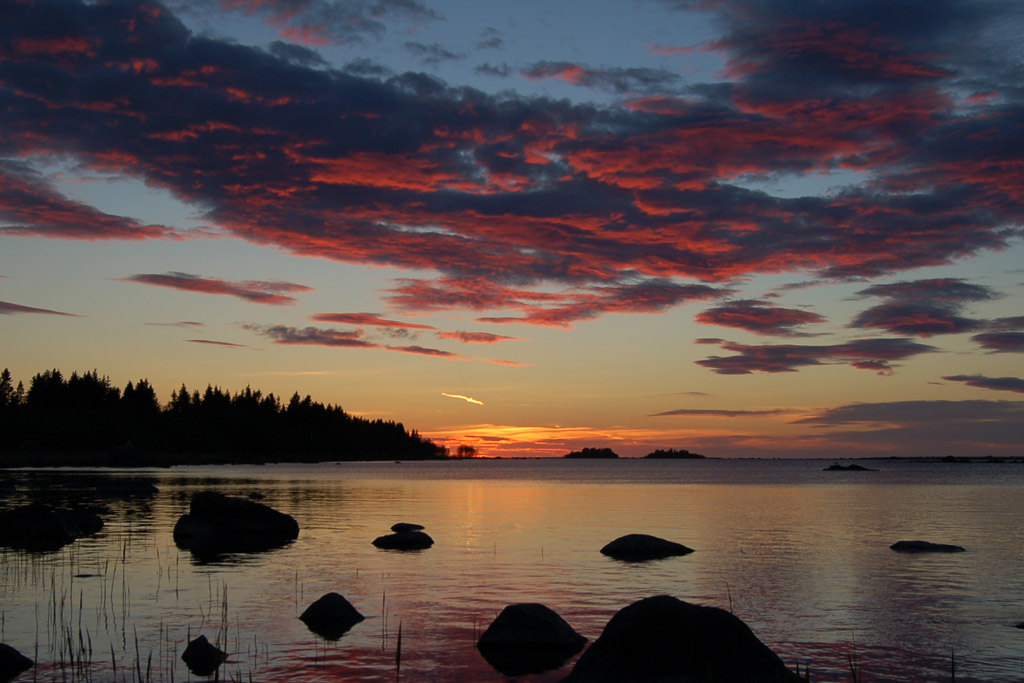
2006年6月太阳降落在芬兰波的尼亚湾

瑞典
- 呂勒奧
- 于默奧
- 海訥桑德
- 松茲瓦爾
- 耶夫勒
- 恩舍爾茲維克

 芬兰
- 波里
- 瓦萨
- 奧盧
- 凱米

 奥兰
- 瑪麗港